# Bagley (Minnesota)
Bagley és una població dels Estats Units a l'estat de Minnesota. Segons el cens del 2000 tenia 1.235 habitants.

## Demografia
Segons el cens del 2000, Bagley tenia 1.235 habitants, 553 habitatges, i 289 famílies. La densitat de població era de 260,6 habitants per km².
Dels 553 habitatges en un 24,1% hi vivien nens de menys de 18 anys, en un 39,1% hi vivien parelles casades, en un 10,3% dones solteres, i en un 47,7% no eren unitats familiars. En el 44,3% dels habitatges hi vivien persones soles el 28% de les quals corresponia a persones de 65 anys o més que vivien soles. El nombre mitjà de persones vivint en cada habitatge era de 2,05 i el nombre mitjà de persones que vivien en cada família era de 2,84.
Per edats la població es repartia de la següent manera: un 20,6% tenia menys de 18 anys, un 9,9% entre 18 i 24, un 22% entre 25 i 44, un 19,1% de 45 a 60 i un 28,4% 65 anys o més.
L'edat mediana era de 43 anys. Per cada 100 dones de 18 o més anys hi havia 83 homes.
La renda mediana per habitatge era de 23.125 $ i la renda mediana per família de 34.408 $. Els homes tenien una renda mediana de 26.875 $ mentre que les dones 25.000 $. La renda per capita de la població era de 15.472 $. Entorn del 13,1% de les famílies i el 20,7% de la població estaven per davall del llindar de pobresa.

## Poblacions més properes
El següent diagrama mostra les poblacions més properes.